# Oszolyi-hasadék
Az Oszolyi-hasadék a Duna–Ipoly Nemzeti Park területén lévő Pilis hegységben, az Oszolyon található egyik barlang. Turista útikalauzokban is ismertetve van.

## Leírás
Csobánka külterületén, az Oszoly Óra-falától É-ra elhelyezkedő harmadik sziklacsoport DNy-i oldalában, kb. 5 m magasságban van a barlang bejárata. A fal aljából is könnyen észrevehető hasadék bejáratához könnyű mászással lehet feljutni. Felső triász dachsteini mészkőben jött létre a 6,5 m mély barlang. Az egyetlen függőleges hasadékból álló barlangot kb. fele magasságban két részre osztja egy sziklatömb. A felszerelés nélkül járható barlang továbbkutatás szempontjából jelentéktelen.
1975-ben volt először Oszolyi-hasadéknak nevezve a barlang az irodalmában. Előfordul a barlang az irodalmában Hasadék-barlang (Dely, Mezei 1974) és Oszolyi hasadék (Kárpát 1991) neveken is.

## Kutatástörténet
Az 1967-ben napvilágot látott Pilis útikalauz című könyvben meg van említve, hogy az Oszoly Csobánkára néző, Ny-i oldalán, az erdővel körülvett mészkősziklák között több jelentéktelen üreg található. Az 1969. évi Karszt- és Barlangkutatási Tájékoztatóban publikált közlemény szerint 1969 augusztusában a Szpeleológia Barlangkutató Csoport a Kevélyekben szervezett tábor során fix pontokat helyezett el az Oszoly és az Oszoly-oldal 8 kisebb-nagyobb üregében. 1970. március 22-én és 1970. április 26-án Kordos László vizsgálta a barlang klímáját Assmann-féle aspirációs pszichrométerrel. 1970-ben Kordos László és Wehovszky Erzsébet vesztett pontokkal és bányászkompasszal felmérte a barlangot. A felmérés alapján Kordos László 1:100 méretarányú alaprajz térképet és hosszmetszet térképet szerkesztett és rajzolt. A felmérés szerint a barlang 5 m hosszú és 6,5 m mély.
A Szpeleológia Barlangkutató Csoport 1970. évi jelentésében részletes leírás található a barlangról és kutatástörténetéről. A jelentésben az van írva, hogy az Oszolyi Hasadék az Oszoly Óra-falától É-ra található harmadik sziklacsoport D-i oldalán nyílik. A barlang egyetlen hasadékból áll, melyet valamilyen oldásos (hideg vagy meleg) tevékenység tágított ki. Felénél, a bejárat előtt lévő kb. 0,5 m³-es sziklatömb megosztja a hasadékot. Nem található benne kitöltés. A barlang felső triász, tömött, fehér dachsteini mészkőben 35/215 csapású hasadék mentén jött létre. Nincs ásványos kitöltése. A falakon víz csorog le esőzéskor, egyébként száraz. A barlang megtekinthető felszerelés nélkül. Vigyázni kell a bejáratnál lévő kőtömbökre, mert mozognak. Nem szerepel irodalomban és előző kutatói ismeretlenek. 1970-ben a Szpeleológia Barlangkutató Csoport tagjai vizsgálták. A jelentés mellékletébe bekerültek az 1970-es térképek.
Az 1974-ben megjelent Pilis útikalauz című könyvben, a Pilis hegység és a Visegrádi-hegység barlangjainak jegyzékében (19–20. old.) meg van említve, hogy a Pilis hegység és a Visegrádi-hegység barlangjai között vannak az Oszoly barlangjai és a Hasadék-barlang (Oszolyi-). A Pilis hegység barlangjait leíró rész szerint a Csobánka felett emelkedő Oszoly sziklái között másféltucat kis barlang van. Ezeket a Szpeleológia Barlangkutató Csoport térképezte fel és kutatta át rendszeresen. E kis barlangok többsége nem nagyon látványos, de meg kell említeni őket, mert a turisták, különösen a sziklamászók által rendszeresen felkeresett Oszoly sziklafalaiban, valamint azok közelében némelyikük kitűnő bivakolási lehetőséget nyújt. Az 5 m hosszú Hasadék-barlang az Óra-faltól É-ra emelkedő harmadik sziklacsoport D-i oldalában helyezkedik el.
Az 1975. évi MKBT Beszámolóban publikálva lett az 1970. évi jelentés barlangra vonatkozó része a jelentésben lévő térképekkel együtt. Az Oszolyi-hasadék az Oszoly Óra-falától É-ra lévő harmadik sziklacsoport D-i oldalában található. Egyetlen függőleges hasadék, amelyet oldás tágított ki. Fele magasságában egy sziklatömb osztja két részre. Nincs kitöltése. Dachsteini mészkőben egy 35/215 csapású hasadék mentén alakult ki. A klímamérések eredménye az 1. számú táblázatban látható. Kordos László 1970-ben mérte fel vesztett pontokkal. 5 m hosszú és 6,5 m mély. Nem ismertek előző kutatói. A kiadványban van egy helyszínrajz, amelyen a Csúcs-hegy és az Oszoly barlangjainak földrajzi elhelyezkedése látható. A rajzon megfigyelhető az Oszolyi-hasadék földrajzi elhelyezkedése.

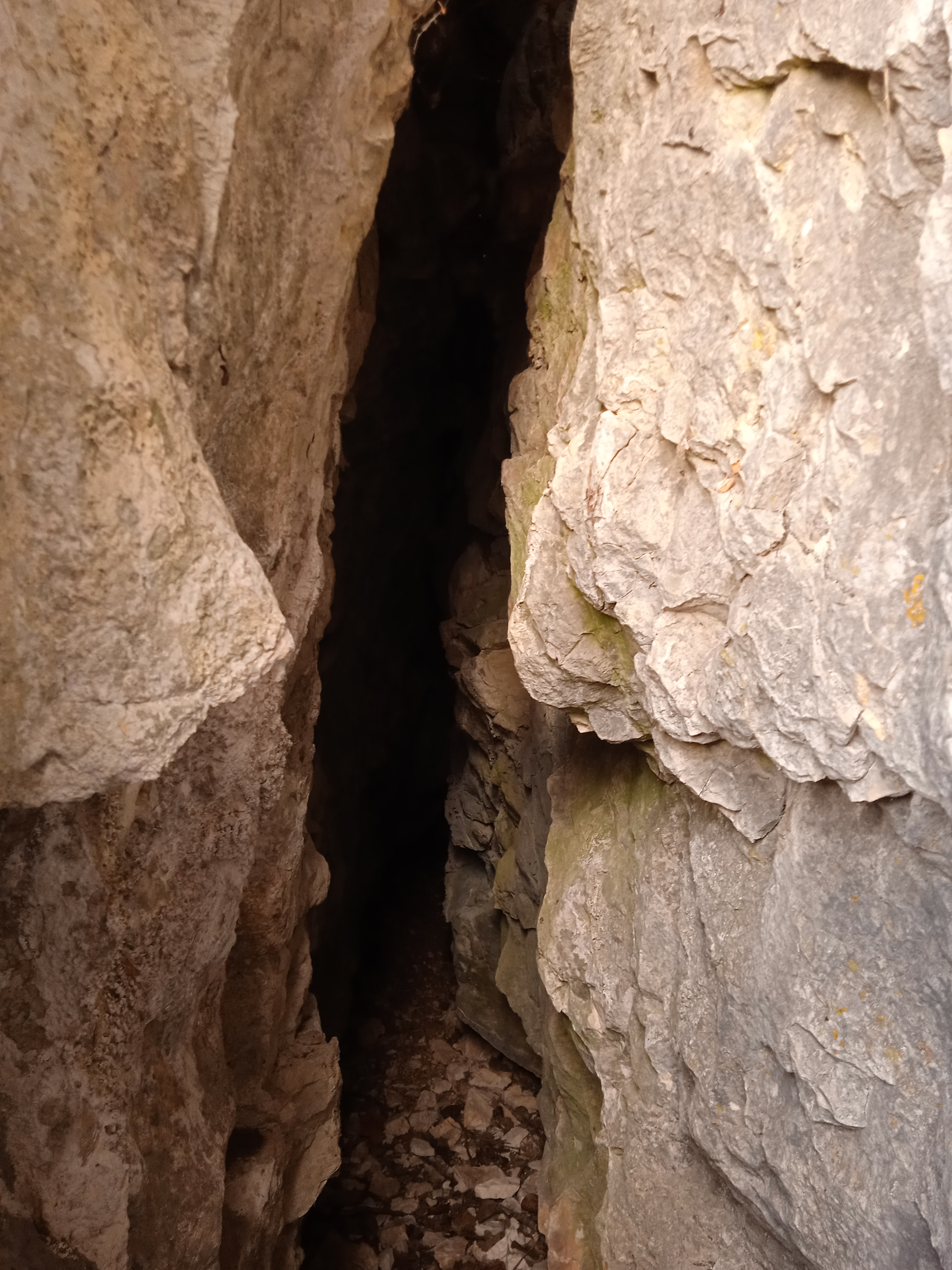
Az Oszolyi-hasadék belseje

A Bertalan Károly által írt és 1976-ban befejezett kéziratban az olvasható, hogy a Pilis hegységben, a Kevély-csoportban, Pomázon helyezkedik el az Oszolyi-hasadék, amelynek másik neve Hasadék-barlang. Az Oszoly Óra-falától É-ra lévő harmadik sziklacsoport D-i oldalán van a bejárata. Egy sziklatömb kettéosztja a bejáratát. Az 5 m hosszú és 6,5 m mély barlang egyetlen hasadékból áll, melyet oldásos folyamat tágított ki. A kézirat barlangra vonatkozó része 2 irodalmi mű alapján lett írva. Az 1981. évi Karszt és Barlang 1–2. félévi számában nyilvánosságra lett hozva, hogy az Oszolyi-hasadéknak 4820/27. a barlangkataszteri száma.
Az 1984-ben napvilágot látott Magyarország barlangjai című könyv országos barlanglistájában szerepel a Pilis hegység barlangjai között a barlang Oszolyi-hasadék néven Hasadék-barlang névváltozattal. A listához kapcsolódóan látható a Dunazug-hegység barlangjainak földrajzi elhelyezkedését bemutató 1:500 000-es méretarányú térképen a barlang földrajzi elhelyezkedése. Az 1991-ben megjelent útikalauzban meg van ismételve az 1974-es útikalauzban lévő barlangismertetés és az Oszoly barlangjainak általános ismertetése. A Kárpát József által írt 1991-es összeállításban meg van említve, hogy az Oszolyi hasadék (Csobánka) 10 m hosszú és 6 m mély. Az 1996. évi barlangnapi túrakalauzban meg van ismételve az 1991-ben kiadott útikalauzban található leírás, amely az Oszoly barlangjait általánosan ismerteti.
1997. május 23-án Regős József mérte fel a barlangot és a felmérés alapján 1997. május 29-én Kraus Sándor rajzolt alaprajz térképet és hosszmetszet térképet, amelyek 1:50 méretarányban készültek. 1997. május 23-án Kárpát József 1990-es oszolyi áttekintő térképe alapján Kraus Sándor rajzolt helyszínrajzot, amelyen az oszolyi sziklabordák üregeinek földrajzi elhelyezkedése van ábrázolva. A rajzon megfigyelhető a Hasadék névvel jelölt barlang földrajzi helyzete. Kraus Sándor 1997. évi beszámolójában az olvasható, hogy az 1997 előtt is ismert Oszolyi-hasadéknak (Hasadék-barlang) volt már térképe 1997 előtt. 1997-ben készült el az új térképe. A jelentésbe bekerült az 1997-es helyszínrajz. A 2005-ben megjelent Magyar hegyisport és turista enciklopédia című könyvben meg van említve, hogy az Oszoly erdejében elszórtan sziklatömbök és kis barlangnyílások váltogatják egymást.